# Pasiones (telenovela)
Pasiones fue una telenovela argentina emitida en 1988 por Canal 9. Producida por Raúl Lecouna. Escrita por Ligia Lezama. Protagonizada por Grecia Colmenares y Raúl Taibo. Coprotagonizada por Mercedes Alonso, Osvaldo Laport, Juan Darthés, Gloria Carrá, Fernando Lúpiz, Carolina Papaleo, Fabián Pizzorno, Humberto Serrano y Coni Vera. Antagonizada por Graciela Cimer y Oscar Ferreiro. Con la actuación estelar de Gabriela Gili y las primeras actrices Gilda Lousek e Hilda Bernard. 

## Guion
La trama consiste en la historia de dos hermanos herederos de una estancia. El mayor, un hombre malvado casado con una bella esposa sufrida que oculta un pasado amoroso, tiene el apoyo de una madre que lo ampara para dejar en menores condiciones a su hermano, quien se enamora de una muchacha humilde que trabaja como empleada doméstica de la estancia.
Milagros llega a la estancia junto a sus hermanas Antonieta y Rosa María, quedando enamorada de Abel en cuanto lo ve. El amor entre ambos debe sortear numerosas dificultades debidas a las diferencias económicas y sociales. Bárbara, la prometida de Abel, hará todo lo posible por alejarlo de Milagros en tanto que el hermano de esta se encuentra perdidamente enamorado de la joven.

## Elenco
- Grecia Colmenares ... Milagros
- Raúl Taibo ... Abel
- Gabriela Gili ... Josefina
- Graciela Cimer ... Bárbara
- Oscar Ferreiro ... Italo
- Mercedes Alonso ... Antonieta
- Clotilde Borella ... Rosalía
- Gloria Carrá ... Ondina
- Juan Darthés ... Luisín
- Luz Kerz ... Estrella
- Osvaldo Laport ... Juan
- Fernando Lupiz ... Silvío
- Carolina Papaleo ... Rosa María
- Fabián Pizzorno ... Fernando
- Humberto Serrano ... Rafael
- Osvaldo Tesser ... Tony
- Coni Vera ... Carmela
- Adriana Alcock ... Martina
- Luis Aranda ... Santoyo
- Sandra Capa ... Delicia
- Patricia Etchegoyen ... Perla
- Mónica Santibáñez
- Marisa Varela ... Malula
- Maurice Jouvet ... Eduardo
- Hilda Bernard ... Feliciana
- Gilda Lousek ... Mariana
- Mónica Vehil ... Daniela
- Paula Canals ... Leonor
- Daniel Figueiredo ... Juano
- Aldo Pastur ... Manuel
- Silvestre ... Víctor

## Ficha técnica
- Tema original: Imagínate en mis Manos
- Autor: José Luis Rodríguez
- Cantante: Silvestre
- Apuntador: Mario de la Vega
- Cámaras de Exteriores: Agustín Olivero
- Cámaras: Mauro Gelabert 
 Agustín Olivero
- Escenografía: Ponchi Morpurgo
- Iluminación: Ángel Giménez
- Sonido y Musicalización: Hugo García
- Producción: Francisco José Fuente Buena 
 Oscar Héctor Artola
- Idea y Producción General: Raúl Lecouna
- Asistente de dirección: Luis Nuñez
- Dirección: Juan David Elicetche

## Versiones
- Con toda el alma (México 1996). Producida por Juan David Burns para TV Azteca, y protagonizada por Gabriela Roel y Andrés García.[1]
- Por ti (México, 2002). Producida por Fides Velasco y Rafael Gutiérrez para TV Azteca, y protagonizada por Ana de la Reguera y Leonardo García
- Tanto amor (México, 2015). Producida por Rita Fusaro para TV Azteca, y protagonizada por Melissa Barrera y Leonardo García